# Sainte-Marguerite-de-Carrouges
Sainte-Marguerite-de-Carrouges è un comune francese di 211 abitanti situato nel dipartimento dell'Orne nella regione della Normandia.

## Storia

### Simboli
Lo stemma è stato adottato nel 2024. Il drago è simbolo caratteristico della patrona santa Margherita e le sue fiamme ricordano le antiche fornaci attive dal 1540 al 1870. La croce patente è un omaggio ai cavalieri crociati. Lo scudo è ornato da un ramo di melo di verde e da un fascio di trifogli che simboleggiano i frutteti e i pascoli locali.

## Società

### Evoluzione demografica
Abitanti censiti